# Nymphoides bosseri
Nymphoides bosseri är en vattenklöverväxtart som beskrevs av A. Raynal. Nymphoides bosseri ingår i släktet sjögullssläktet, och familjen vattenklöverväxter. Inga underarter finns listade i Catalogue of Life.